# Superfície regrada

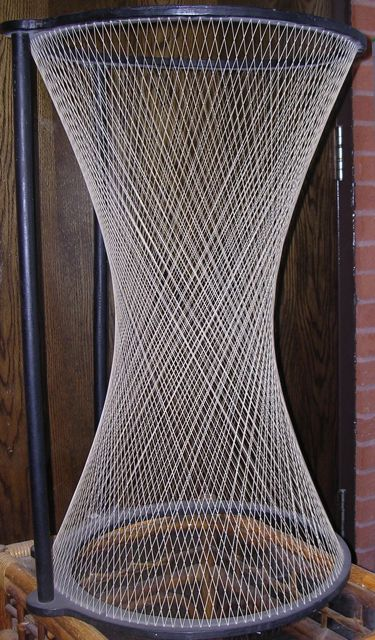
Exemplo de superfície (duplamente) regrada: o hiperboloide de uma orla. Conjunto de segmentos de reta cujos extremos intersetam dois círculos paralelos em sentidos opostos. De notar a linha isolada que está na superfície, na parte mais estreita, e interseta todas as semirretas

Em geometria uma superfície é dita regrada se é obtida pela união de retas. Pode conceber-se uma superfície regrada como composta por múltiplas linhas, cuja união forma a própria superfície. Os exemplos mais comuns e mais fáceis de visualizar são o plano, o cilindro e o cone.
O interesse pelas superfícies regradas é devido ao facto de a propriedade ser regrada se conservar pelas homografias. Também por este motivos se encontram outras aplicações em geometria descritiva e em arquitetura.

## Definição
Uma superfície {\displaystyle S} diz-se regrada se existe uma família {\displaystyle \{r_{\alpha }\}_{\alpha \in {\mathcal {A}}}} tal que {\displaystyle S} seja a união das retas dessa família: {\displaystyle S=\bigcup _{\alpha \in {\mathcal {A}}}r_{\alpha }}. Equivalentemente, {\displaystyle S} é regrada se para cada ponto de {\displaystyle s\in S} passa uma reta {\displaystyle r_{s}} que esteja totalmente contida em {\displaystyle S}.
Analogamente, uma superfície é dita duplamente regrada se for a união de duas famílias disjuntas de retas.